# Roxy: Tonight's the Night Live
Roxy: Tonight's the Night Live è un album dal vivo del cantautore canadese Neil Young, pubblicato il 24 aprile 2018 ma registrato il 20, 21, e 22 settembre 1973 presso il Roxy Theatre di Los Angeles, poco tempo dopo il termine delle sessioni in studio per l'album Tonight's the Night.

## Tracce
Lato 1
Testi e musiche di Neil Young, tranne dove indicato diversamente.
1. Intro – 0:51
2. Tonight's the Night – 6:48
3. Roll Out the Barrel – 0:52 (Jaromir Vejvada)
4. Mellow My Mind – 3:11
5. World on a String – 2:43
6. Band Intro – 1:23

Lato 2
Testi e musiche di Neil Young.
1. Speakin' Out – 6:37
2. Candy Bar Rap – 0:31
3. Albuquerque – 3:51
4. Perry Como Rap – 0:17
5. New Mama – 2:39
6. David Geffen Rap – 0:35
7. Roll Another Number (For the Road) – 4:40
8. Candy Bar 2 Rap – 0:28

Lato 3
Testi e musiche di Neil Young.
1. Tired Eyes – 7:02
2. Tonight's the Night – Part II – 6:38
3. Walk On – 3:38
4. Outro – 0:31

## Formazione
- Neil Young – voce, chitarra, pianoforte, armonica a bocca
- Ben Keith – pedal steel guitar, cori, slide guitar
- Nils Lofgren – piano, cori, chitarra
- Billy Talbot – basso
- Ralph Molina – batteria, cori